# Biomacromolecules
Biomacromolecules (IPA: /baɪəʊ ˈmækrəʊ ˈmɒlɪkjuːl/) là tên nguyên gốc tiếng Anh của "tạp chí Đại phân tử sinh học" - một tạp chí bình duyệt trong khoa học chuyên ngành sinh hoá học của Hoa Kỳ, bắt đầu được xuất bản từ năm 2000 bởi Hiệp hội Hóa học Hoa Kỳ (American Chemical Society). Tạp chí có vai trò chính là giới thiệu tóm tắt các nghiên cứu chủ yếu thuộc lĩnh vực sinh hoá học, lập chỉ mục trong tóm tắt nghiên cứu về các đại phân tử sinh học, chủ yếu là prôtêin và DNA. Đây là các phân tử sinh học có trọng lượng phân tử cao hơn 1000 daltons (Da) trong cơ thể sinh vật, còn được gọi là macromolecules(đại phân tử).
Cần phân biệt với "biomacromolecules" (đại phân tử sinh học) là một thuật ngữ trong sinh học và sinh học phân tử, dùng để chỉ các phân tử sinh học với kích thước lớn và cấu trúc theo nguyên tắc đa phân gồm prôtêin, axit nuclêic (nhất là DNA), pôlysaccharit ở dạng đa phân tử.